# Basilica santuario Madonna delle Lacrime

Stemma della basilica santuario

La basilica santuario Madonna delle Lacrime è una basilica minore e santuario mariano eretto a ricordo della miracolosa lacrimazione di un'effigie in gesso raffigurante il Cuore Immacolato di Maria, posta al capezzale dei coniugi Iannuso presso la loro umile abitazione in via degli Orti a Siracusa, nel 1953.
Nel 2002 Giovanni Paolo II ha elevato il santuario alla dignità di basilica minore. Nel 2019 la Conferenza Episcopale Siciliana lo ha eretto a santuario regionale.

## Storia
L'evento miracoloso si ripeté dal 29 agosto al 1º settembre 1953 per almeno 58 volte nella generale commozione di un'immensa moltitudine di fedeli, in casa dei coniugi Iannuso. Le lacrime vennero raccolte e sottoposte ad un'analisi scientifica, risultando di analoga composizione del liquido lacrimale umano. La devozione che ne è seguita è stata di enormi proporzioni. La piccola effigie della Madonna delle Lacrime, prima provvisoriamente ricoverata nella vicina piazza Euripide dal 1953 al 1968, venne collocata all'interno del santuario nell'attuale cripta, dove rimase dal 1968 al 1994, per poi essere traslata all'interno del tempio superiore del Santuario in occasione della consacrazione.
Il 9 maggio 1954 il cardinale Ernesto Ruffini, arcivescovo di Palermo, con un rito solenne e alla presenza delle più alte autorità e di circa 40.000 persone, benedisse e pose la prima pietra del santuario nel terreno destinato alla sua costruzione.
L'opera fu progettata nel 1957 dagli architetti francesi Michel Andrault e Pierre Parat a seguito di un bando di concorso internazionale, ma le opere strutturali sono dell'ingegnere Riccardo Morandi. La costruzione ebbe inizio nel 1966: a causa dell'estrema modernità del progetto vi furono fin dall'inizio molte polemiche da parte della cittadinanza che reputava e reputa l'opera un "mostro di cemento armato" che andava a gravare ulteriormente su di un'area urbana già pesantemente compromessa. Proprio per questo motivo, anche il luogo di edificazione è stato ed è soggetto a polemiche e critiche. Queste diatribe ne ritardarono molto la realizzazione che si concluse solo nel 1994. Durante gli scavi delle fondamenta venne ritrovata un'area abitativa del VI secolo a.C. e portato alla luce un pezzo di strada che in passato costituiva la via principale del quartiere Akradina.
La costruzione fu completata dopo circa 28 anni ed il santuario venne consacrato, inaugurato e dedicato alla Madonna delle Lacrime il 6 novembre 1994 da papa Giovanni Paolo II.
Otto anni dopo, nel 2002, lo stesso Giovanni Paolo II lo elevò alla dignità di basilica minore.
Nel 2019 la Conferenza Episcopale Siciliana, allora presieduta da Salvatore Gristina, arcivescovo di Catania, lo ha eretto a santuario regionale. Attualmente è l'unico santuario mariano regionale in tutta la regione.
Il 24 ottobre 2020, ha ospitato l'ordinazione episcopale e l'ingresso in diocesi di Francesco Lomanto, arcivescovo di Siracusa.
Il 1º settembre 2024 il santuario è stato visitato dall'allora cardinale Robert Francis Prevost, O.S.A., oggi papa Leone XIV.

### Le visite del corpo di Santa Lucia
Il 14 dicembre 2014, ha ospitato una solenne celebrazione eucaristica, presieduta dal patriarca di Venezia, Francesco Moraglia, alla presenza del corpo di Santa Lucia, traslato temporaneamente da Venezia a Siracusa. Una celebrazione analoga ha avuto luogo dieci anni dopo, il 14 dicembre 2024.

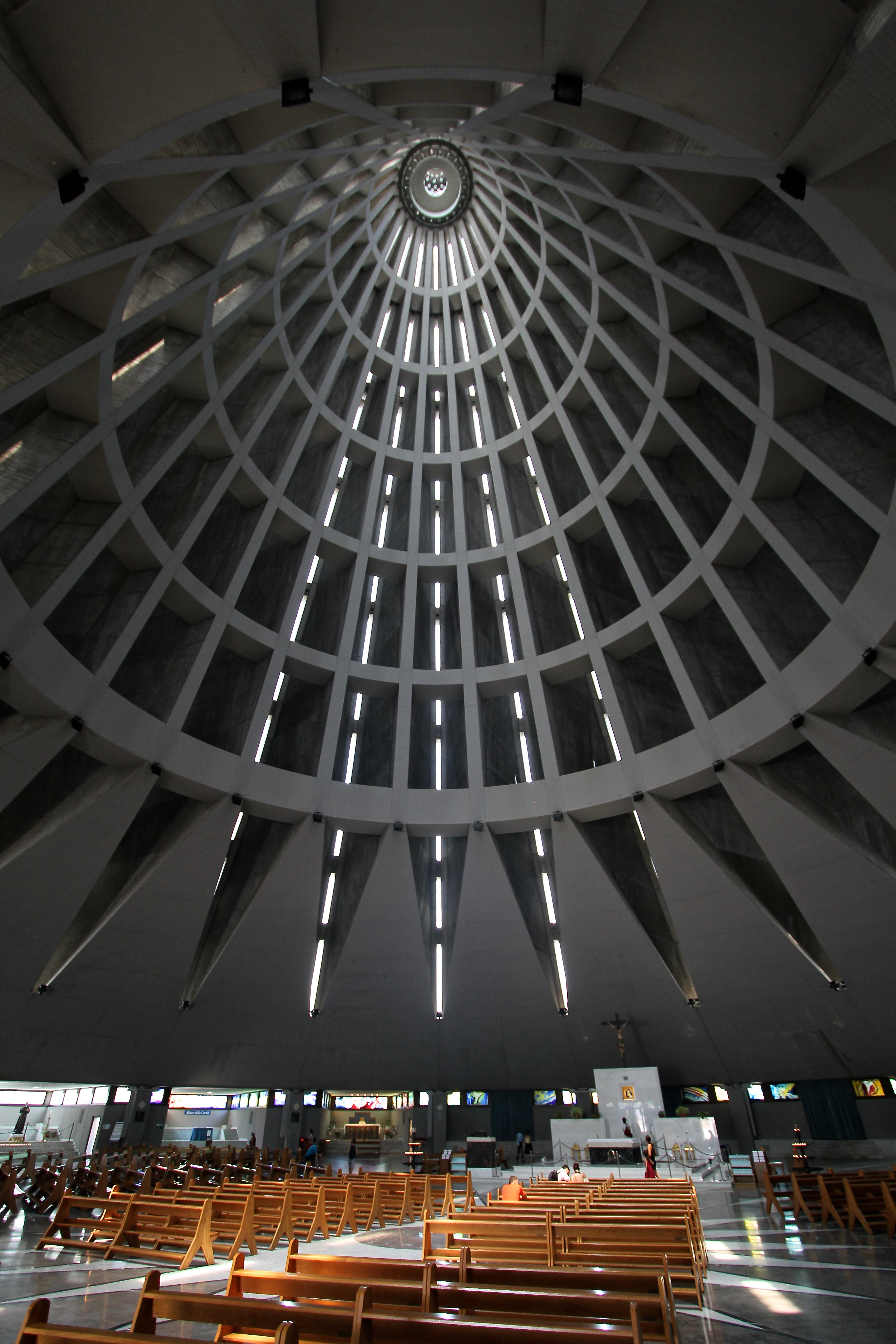
Vista interna della cupola della basilica

## Il santuario
Il santuario è costituito dalla basilica (o tempio superiore) e dalla cripta (o tempio inferiore), con un corpo conico formato da costoloni in cemento armato che raggiungono un'altezza complessiva di 103 m; 94,30 m a partire dal piano di calpestio e sormontato da un coronamento in acciaio che porta una statua della Madonna in bronzo dorato, opera di Francesco Caldarella, circondata da un'aureola ad elementi circolari e raggiera. Cappelle escluse, ha un diametro di 71,40 m. Ha una capienza di 11000 posti in piedi e 6000 a sedere.

### La basilica o tempio superiore
Il tempio superiore del santuario è stato consacrato da papa Giovanni Paolo II il 6 novembre 1994 durante la sua visita pastorale a Siracusa. L'altare maggiore, in marmo, custodisce il prodigioso quadretto, traslato nel tempio superiore il 5 novembre 1994, prima dell'arrivo del Papa in serata. Sopra l'altare è posto un prezioso crocifisso ligneo del 1700. L'altare, di forma quadrata, è opera dello scultore Giancarlo Marchese. La base bronzea è costituita da quattro pannelli che riproducono alcune scene del libro dell'Apocalisse. La mensa è in pietra di Modica: su di essa è inciso un versetto in greco tratto dal quinto capitolo della lettera di San Paolo agli Efesini: «Cristo ha amato la Chiesa e ha dato se stesso per lei».
Lungo la circonferenza della basilica vi sono le tre sacrestie (dietro l'altare maggiore) e 22 cappelle: a sinistra le cappelle della riproduzione della Sacra Sindone e del Santissimo Sacramento; a destra la cappella dell'Altare della Carità (in cui è anche esposta la statua raffigurante santa Lucia), di san Giuseppe, di san Pio da Pietrelcina, la cui statua era precedentemente esposta nella rispettiva cappella nella cripta del santuario e di san Giovanni Paolo II.

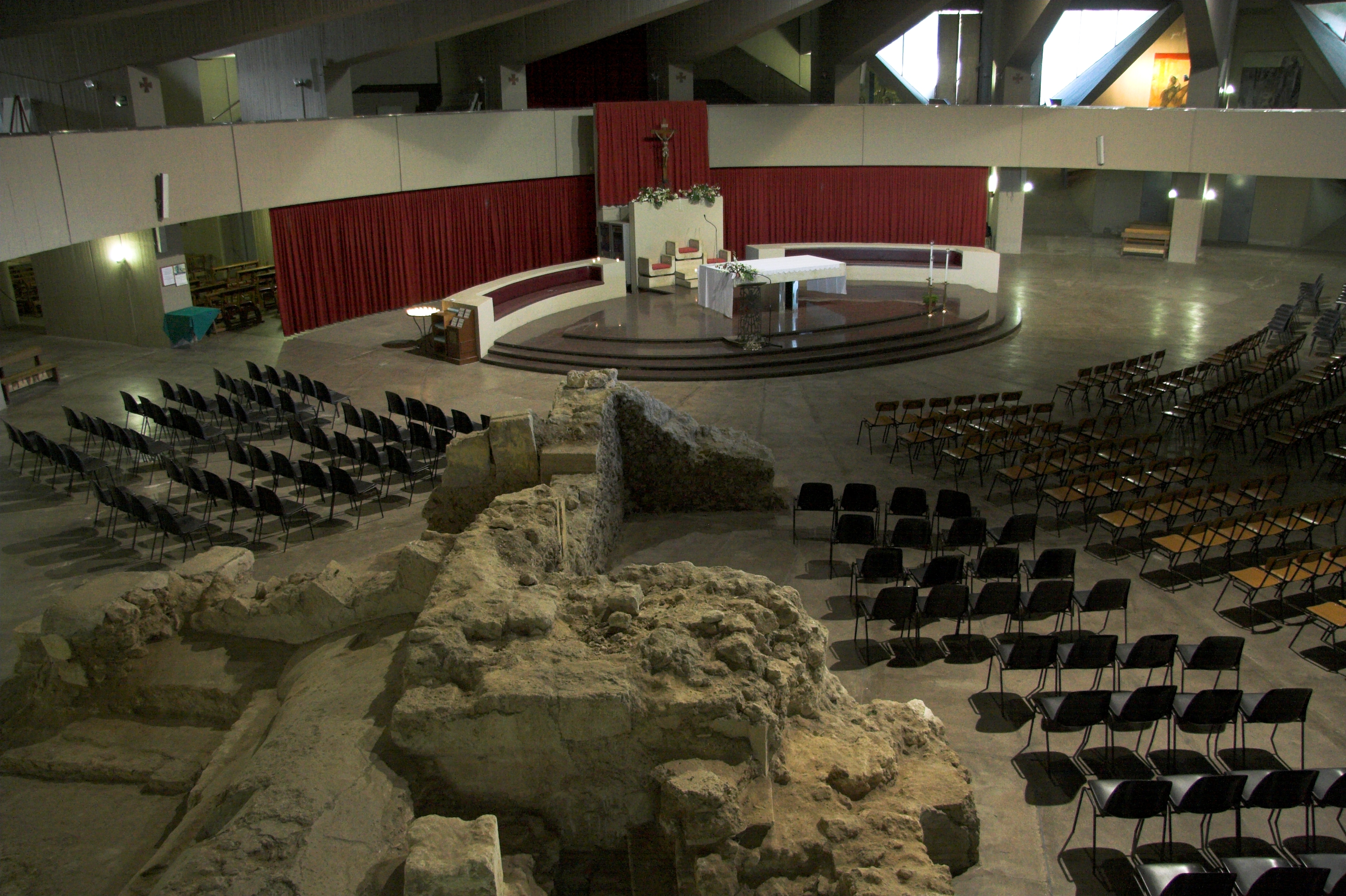
Interno della cripta del santuario

Giovanni Paolo II consacra il santuario.

### La cripta o tempio inferiore
La cripta del santuario è stata consacrata e dedicata al Cuore Immacolato di Maria il 28 agosto 1968 da Giuseppe Bonfiglioli, arcivescovo di Siracusa. Il giorno seguente vi è stato traslato il prodigioso quadretto che versò lacrime nel 1953. Infine è stata inaugurata il 1º settembre successivo dal cardinale Francesco Carpino, arcivescovo di Palermo. Il 22 febbraio 1987 il quadretto miracoloso è stato trasferito presso il salone pastorale del santuario ed ivi è rimasto per sette anni durante i lavori di sopraelevazione della basilica. Il quadretto è tornato poi ad essere custodito presso l'altare maggiore dalla cripta per un'ultima volta dal 1º maggio al 4 novembre 1994, in attesa della visita pastorale di papa Giovanni Paolo II nel novembre successivo per la consacrazione del santuario.
Sul piano della cripta, sono conservati dei resti di età romana e tardo-antica costituiti da un ipogeo pagano e da un annesso vasto ambiente con pareti originariamente decorate a mosaico. In cripta vi sono varie cappelle, tra cui quella di san Corrado Confalonieri, sant'Agata, santa Lucia, san Francesco d'Assisi, san Pio da Pietrelcina e dell'iconostasi, in cui vengono celebrate le sante messe in rito bizantino.
Nella cappella di santa Lucia vi è la tomba dell'arcivescovo Calogero Lauricella, vescovo di Siracusa dal 1973 fino alla morte nel 1989.

## Critiche e interpretazioni architettoniche

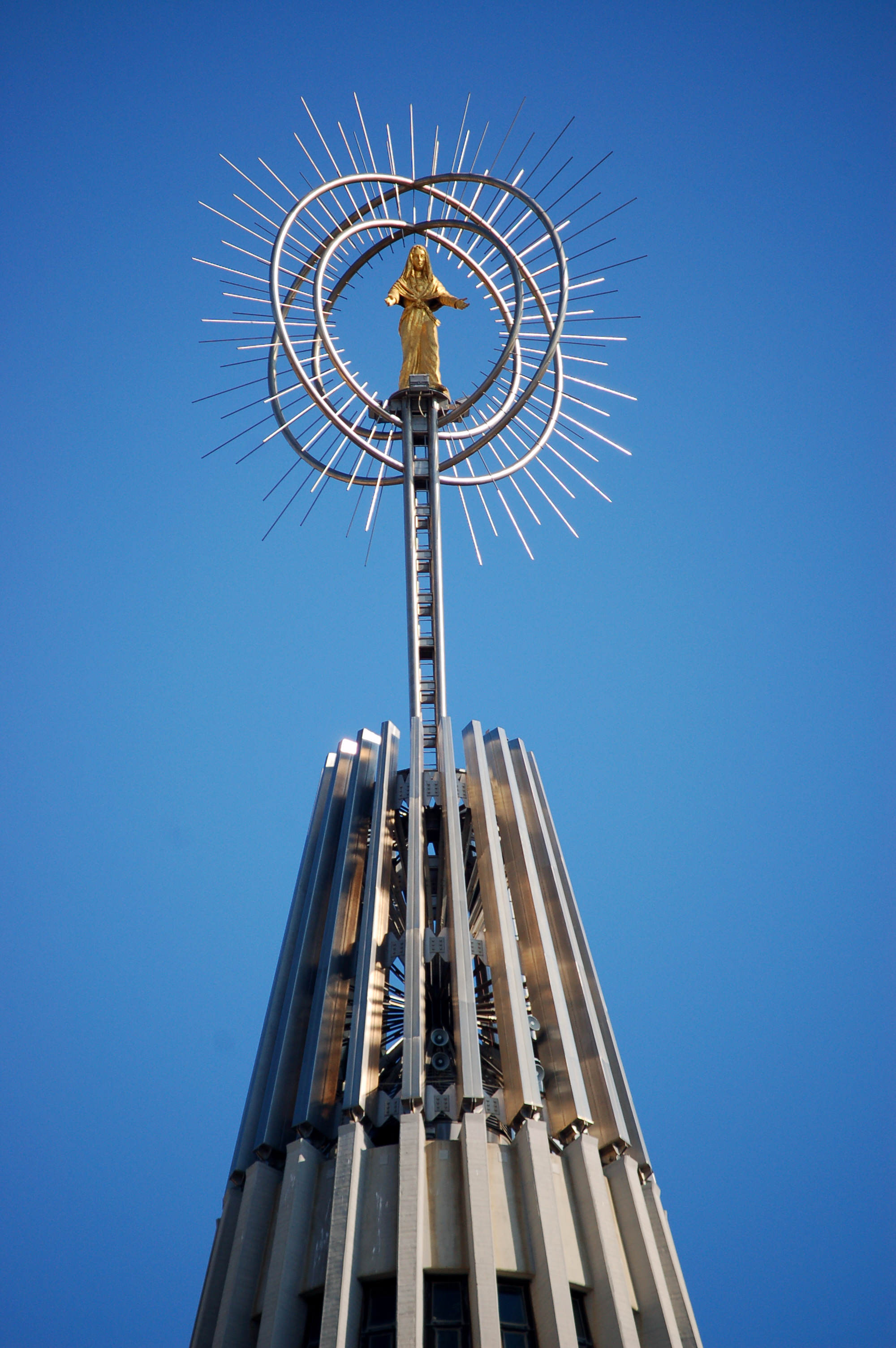
Il coronamento del santuario.

La forma architettonica del santuario è stata criticata da famosi liturgisti e urbanisti, nonché da associazionisti, giornalisti e semplici cittadini. La struttura è stata inoltre soggetta a varie interpretazioni: gli architetti si proponevano di realizzare strutturalmente il concetto di elevazione dell'umanità verso Dio. Infatti, la pianta con la sua circolarità vuole rappresentare l'umanità che protende verso Dio. Altri significati attribuiti popolarmente sono quelli di: faro, identificabile con Maria che conduce verso il porto che è Gesù; tenda, entro la quale la Madre accoglie i suoi figli per condurli al Padre; una lacrima che scende dall'alto vista nella dinamica dell'impatto a terra.

## Cinema
- Il documentario Sicilia di sabbia di Massimiliano Perrotta dedica un capitolo al santuario e alla sua modernità.[17]